# Імперія Гаїті (1804—1806)
Імперія Гаїті (фр. Empire d'Haïti) — монархічна держава, що існувала на території західної частини острова Гаїті (сучасна республіка Гаїті) з 1804 по 1806.

## Історія
1 січня 1804 колишня французька колонія Сан-Домінго оголосила про свою незалежність, а вже 22 вересня того ж року генерал-губернатор Гаїті Жан-Жак Дессалін проголосив себе імператором Гаїті Жаком I. Церемонія коронації імператора відбулася 6 жовтня.
20 травня 1805 з ініціативи Жака I була прийнята конституція імперії. Країна була розділена на шість військових регіонів, на чолі яких стояв імператор, або призначена ним особа. Монархія в Гаїті мала виборний характер, і імператор мав право сам призначати спадкоємця.
Під час правління Жака I по відношенню до білих виявлялася особлива жорстокість: практично все біле населення Гаїті було депортовано або знищено.
17 жовтня 1806 імператор Жак I був убитий двома членами його адміністрації — Олександром Петіоном та Анрі Крістофом. Загибель Жака I привела до швидкого розколу в Гаїті: Петіон встав на чолі республіки Гаїті, утвореної на півдні імперії, що розпалася, а Крістоф — на чолі держави Гаїті (згодом — королівства Гаїті), що займало північно-західну частину острова.
Через майже півстоліття, в 1849, на території Гаїті була знову проголошена імперія на чолі з імператором Фостеном I. Вона існувала протягом 10 років. З тих пір в Гаїті мало місце лише республіканське правління.